# Isla Norte (Malvinas)
La isla Norte (en inglés: North Island) es una de las islas Malvinas. Se encuentra al oeste de Gran Malvina, más exactamente al norte de la isla de Goicoechea y de la isla Montura.